# 초리 초리 춥케 춥케
초리 초리 춥케 춥케(Chori Chori Chupke Chupke)는 인도에서 제작된 마스탄 엘리바이 버마월라 감독의 2001년 영화이다. 쁘리티 진따 등이 주연으로 출연하였다.

## 출연

### 주연
- 쁘리티 진따
- 살만 칸

### 조연
- 라니 무케르지
- 암리쉬 푸리
- 프렘 초프라
- 파리다 잘랄
- 자니 레버
- 달립 타힐